# Fiona Shaw
Fiona Shaw, właściwie Fiona Mary Wilson (ur. 10 lipca 1958 w hrabstwie Cork) – irlandzka aktorka,  dwukrotna zdobywczyni Nagrody Laurence’a Oliviera.
Publiczność w kilkudziesięciu krajach zna ją z roli Petunii Dursley w serii filmów o Harrym Potterze, a także jako Marnie Stonebrook z serialu „Czysta krew”. Wielokrotnie występowała na deskach międzynarodowych scen, w tym National Theatre i Royal Shakespeare Company w Wielkiej Brytanii. Zasłynęła również rolami w monodramach: „The Waste Land” na podstawie poezji T.S. Eliota, wystawionym w Liberty Theatre w Nowym Jorku, za który otrzymała Drama Desk Award, a także „The Testament of Mary” w nowojorskim Walter Kerr Theatre. W 2013 roku sztuka została nominowana do Nagrody Tony w trzech kategoriach, a Fiona Shaw otrzymała nagrodę specjalną największego na świecie festiwalu monodramu United Solo, którą odebrała na ceremonii festiwalu w 2013 roku w nowojorskim Teatrze Row.
Wyróżniona Orderem Imperium Brytyjskiego.
Jest lesbijką i w 2018 roku poślubiła ekonomistkę ze Sri Lanki o nazwisku Sonali Deraniyagala.
Shaw mieszka na co dzień w Londynie. 

## Filmografia
- 1984: Przygody Sherlocka Holmesa (The Adventures of Sherlock Holmes) jako panna Morrison (gościnnie)
- 1989: Moja lewa stopa (My Left Foot) jako dr Eileen Cole
- 1990: Trzech mężczyzn i mała dama (3 Men and a Little Lady) jako Elspeth Lomax
- 1990: Góry Księżycowe (Mountains of the Moon) jako Isabel
- 1993: Super Mario Bros. jako Lena
- 1993: Blues tajniaków (Undercover Blues) jako Paulina Novacek
- 1995: Screen Two:Perswazje (Persuasion) jako pani Croft
- 1996: Jane Eyre jako pani Reed
- 1997: Anna Karenina jako hrabina Lidia Iwanowna
- 1997: Richard II jako Ryszard II
- 1997: Chłopak rzeźnika (The Butcher Boy) jako pani Nugent
- 1998: Rewolwer i melonik (The Avengers) jako „Ojciec”
- 1999: Obywatel Welles (RKO 281) jako Hedda Hopper
- 1999: Ostatni wrzesień (The Last September) jako Marda Norton
- 2000: Gormenghast jako Irma Prunesquallor
- 2001: Harry Potter i Kamień Filozoficzny (Harry Potter and the Philosopher's Stone) jako Petunia Dursley
- 2001: Siódmy strumień (The Seventh Stream) jako pani Gourdon
- 2001: Triumf miłości (The Triumph of Love) jako Leontine
- 2002: Doctor Sleep jako Catherine Lebourg
- 2002: Harry Potter i Komnata Tajemnic (Harry Potter and the Chamber of Secrets) jako Petunia Dursley
- 2004: Harry Potter i więzień Azkabanu (Harry Potter and the Prisoner of Azkaban) jako Petunia Dursley
- 2005: El Sueño de una noche de San Juan jako Wiedźmy (głos w ang. wersji)
- 2005: Imperium, alternatywny tytuł Cesarstwo (Empire) jako Fulwia
- 2006: Czarna Dalia (The Black Dahlia) jako Ramona Linscott
- 2006: Złów i wypuść (Catch and Release) jako pani Douglas
- 2007: Słaby punkt (Fracture) jako sędzia Robinson
- 2007: Harry Potter i Zakon Feniksa (Harry Potter and the Order of the Phoenix) jako Petunia Dursley
- 2009: Dorian Gray jako Agatha
- 2010: Harry Potter i Insygnia Śmierci: Część I (Harry Potter and the Deathly Hallows – Part 1) jako Petunia Dursley
- 2010: Noi credevamo jako Emilie Ashurst Venturi
- 2011: Drzewo życia (The Tree of Life) jako babcia
- 2011: Czysta krew (True Blood) jako Marnie Stonebrook
- 2016: Komisarz Maigret jako Madame Moncin
- 2018–2022: Obsesja Eve  (Killing Eve) jako Carolyn Martens
- 2019: Współczesna dziewczyna jako doradca
- 2022, 2025: Andor jako Maarva Andor
- 2024: Detektyw (True Detective) jako Rose Aguineau